# كولبس أحمر أوزونغواني
كولبس أحمر أوزونغواني (الاسم العلمي: Piliocolobus gordonorum) (بالإنجليزية: Uzungwa Red Colobus)‏ هو نوع من الحيوانات يتبع جنس الكولبس الأحمر من فصيلة سعادين العالم القديم.